# Лука Ђустолизи
Лука Ђустолизи (итал. Luca Giustolisi; Трст, 11. септембар 1970 — Трст, 14. септембар 2023) био је италијански ватерполиста. Освојио је бронзу на Летњим олимпијским играма 1996. Умро је од рака у 54. години.